# ノーマン・ロバートソン
ノーマン・アレクサンダー・ロバートソン (Norman Alexander Robertson, 1904年3月4日 - 1968年7月16日) は、カナダの外交官であり、マッケンジー・キング首相の補佐官の一人である。
ロバートソンはブリティッシュコロンビア州バンクーバーに生まれた。ブリティッシュコロンビア大学を卒業した後、ローズ奨学生としてオックスフォード大学ベリオール・カレッジに留学した。1929年に外務省に入り、1941年に外務次官になった。
1946年から1949年、1952年から1957年にはロンドンで高等弁務官を務め、1957年から1958年にはワシントンD.C.で在アメリカ大使を務めた。1949年から52年までは枢密院書記官長も務めている。
1967年にはカナダ勲章のコンパニオンを受勲した。1968年、オタワで死去。ロバートソンはケベック州ウェイクフィールドにあるマクラーレン墓地に埋葬されている。この墓地には同僚であり友人でもあったヒューム・ロングやレスター・B・ピアソンも眠っている。